# Стеббінс (Аляска)
Стеббінс (англ. Stebbins) — місто (англ. city) в США, в окрузі Ноум штату Аляска. Населення — 634 особи (2020).

## Географія
Розташоване в північній частині острова Сент-Майкл, який розташований в південній частині затоки Нортон.
Стеббінс розташований за координатами 63°26′5″ пн. ш. 162°16′39″ зх. д. / 63.43472° пн. ш. 162.27750° зх. д. (63.434614, -162.277635).  За даними Бюро перепису населення США в 2010 році місто мало площу 98,30 км², з яких 94,20 км² — суходіл та 4,10 км² — водойми. В 2017 році площа становила 91,95 км², з яких 88,01 км² — суходіл та 3,94 км² — водойми.

## Демографія

### Перепис 2010
Згідно з переписом 2010 року, у місті мешкало 556 осіб у 134 домогосподарствах у складі 108 родин. Густота населення становила 6 осіб/км².  Було 153 помешкання (2/км²).
Расовий склад населення:
| - 95,3 % — корінних американців - 4,3 % — білих - 0,2 % — чорних або афроамериканців - 0,2 % — азіатів |

До двох чи більше рас належало 0,0 %. Частка іспаномовних становила 0,0 % від усіх жителів.
За віковим діапазоном населення розподілялося таким чином: 43,3 % — особи молодші 18 років, 53,3 % — особи у віці 18—64 років, 3,4 % — особи у віці 65 років та старші. Медіана віку мешканця становила 21,5 року. На 100 осіб жіночої статі у місті припадало 100,0 чоловіків;  на 100 жінок у віці від 18 років та старших — 98,1 чоловіків також старших 18 років.
Середній дохід на одне домашнє господарство  становив 47 354 долари США (медіана — 39 271), а середній дохід на одну сім'ю — 47 094 долари (медіана — 38 472). Медіана доходів становила 30 625 доларів для чоловіків та 28 750 доларів для жінок. За межею бідності перебувало 29,3 % осіб, у тому числі 27,1 % дітей у віці до 18 років та 28,1 % осіб у віці 65 років та старших.
Цивільне працевлаштоване населення становило 130 осіб. Основні галузі зайнятості: освіта, охорона здоров'я та соціальна допомога — 52,3 %, публічна адміністрація — 13,8 %, транспорт — 6,9 %, будівництво — 6,9 %.

### Перепис 2000
За даними перепису 2000 року населення міста становило 547 осіб. Расовий склад: корінні американці — 93,97 %; білі — 5,12 %; афроамериканці — 0,18 %; представники двох і більше рас — 0,73 %. Частка осіб у віці молодше 18 років — 47,2 %; осіб старше 65 років — 4,6 %. Середній вік населення — 20 років. На кожні 100 жінок припадає 115,4 чоловіків; на кожні 100 жінок у віці старше 18 років — 114,1 чоловіків.
З 123 домашніх господарств в 64,2 % — виховували дітей віком до 18 років, 47,2 % представляли собою подружні пари, які спільно проживають, 11,4 % — жінки без чоловіків, 15,4 % не мали родини. 12,2 % від загальної кількості господарств на момент перепису жили самостійно, при цьому 0,8 % склали самотні літні люди у віці 65 років та старше. В середньому домашнє господарство ведуть 4,45 особи, а середній розмір родини — 4,86 особи.
Середній дохід на спільне господарство — $23 125; середній дохід на сім'ю — $28 214.

## Економіка
Економіка міста заснована на рибальстві та полюванні.